# Dendrobium eurorum
Dendrobium eurorum är en orkidéart som beskrevs av Oakes Ames. Dendrobium eurorum ingår i släktet Dendrobium, och familjen orkidéer. Inga underarter finns listade i Catalogue of Life.